# Nicrophorinae
Sous-famille
Les Nicrophorinae sont une sous-famille d'insectes de l'ordre des coléoptères et de la famille des silphidés.

## Dénomination
Cette sous-famille a été décrite par l'entomologiste anglais William Kirby en 1837.

## Liste des genres
Selon BioLib (9 janvier 2025) :
- Eonecrophorus Kurosawa, 1985
- Nicrophorus Fabricius, 1775
- Ptomascopus Kraatz, 1876

Genres éteints :
- Cretosaja Sohn & Nam, 2021
- Palaeosilpha Flach, 1890